# Puț de aer (condensator)

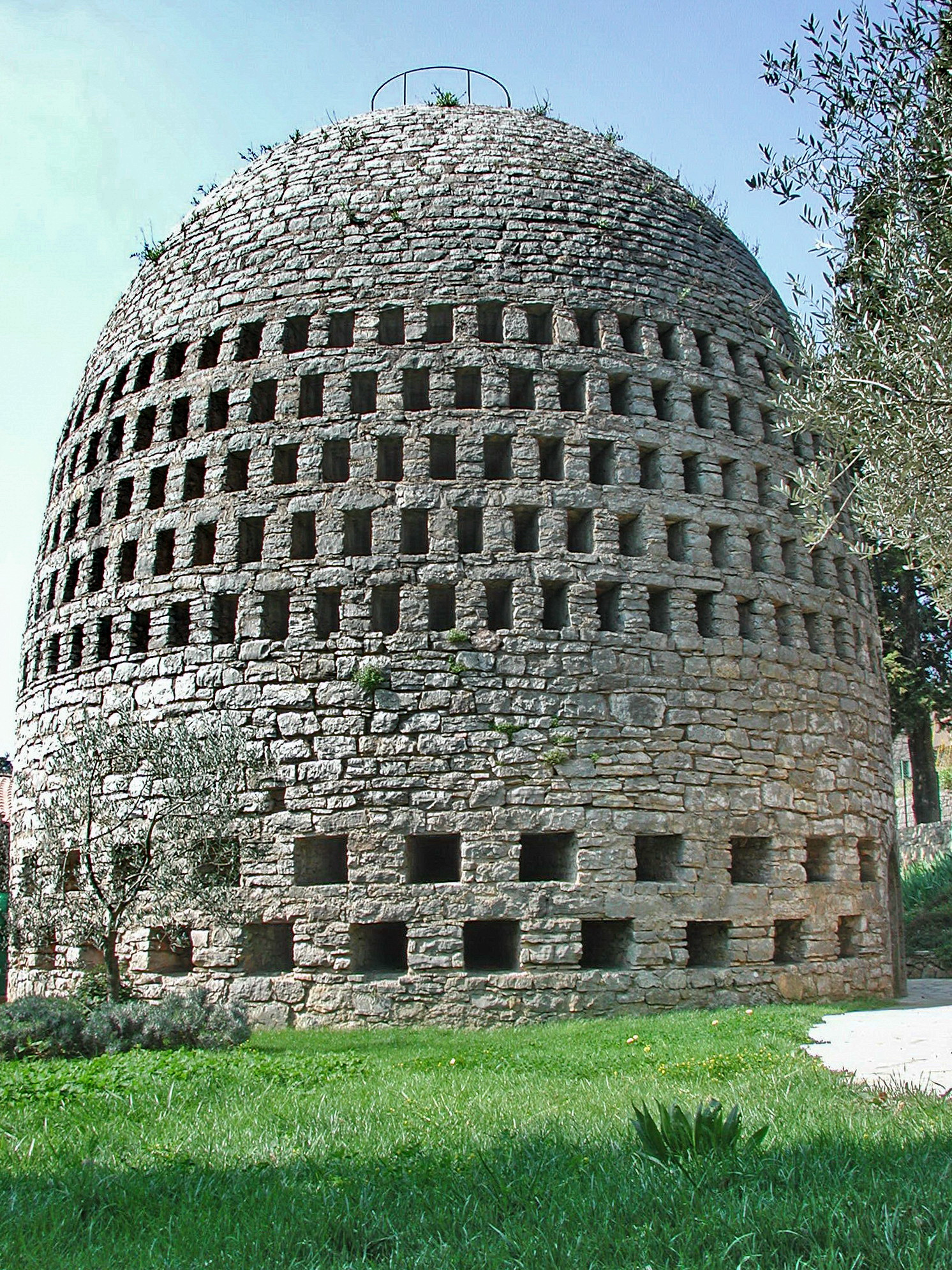
Puț de aer de mare masă realizat de inginerul belgian Achille Knapen în Trans-en-Provence.

Un puț de aer sau o fântână aeriană este o structură sau un dispozitiv care colectează apa prin favorizarea condensării umidității din aer. Modelele de puțuri de aer sunt multe și variate, dar cele mai simple sunt complet pasive, nu necesită o sursă externă de energie și au puține piese mobile.
Trei modele principale sunt utilizate pentru puțurile de aer, ele fiind de masă mare, radiative sau active:
- Puțuri de aer de mare masă: au fost utilizate la începutul secolului al XX-lea, dar abordarea a eșuat.[2]
- Colectoare radiative cu masă mică: Dezvoltate de la sfârșitul secolului al XX-lea încoace, s-au dovedit a fi mult mai eficiente.[2]
- Colectoare active: acestea colectează apa în același mod ca un dezumidificator; deși modelele funcționează bine, necesită o sursă de energie, ceea ce le face neeconomice, cu excepția unor circumstanțe speciale. Noile modele urmăresc să minimizeze necesarul de energie al condensatoarelor active sau să utilizeze resurse energetice durabile și regenerabile.[3]

## Context

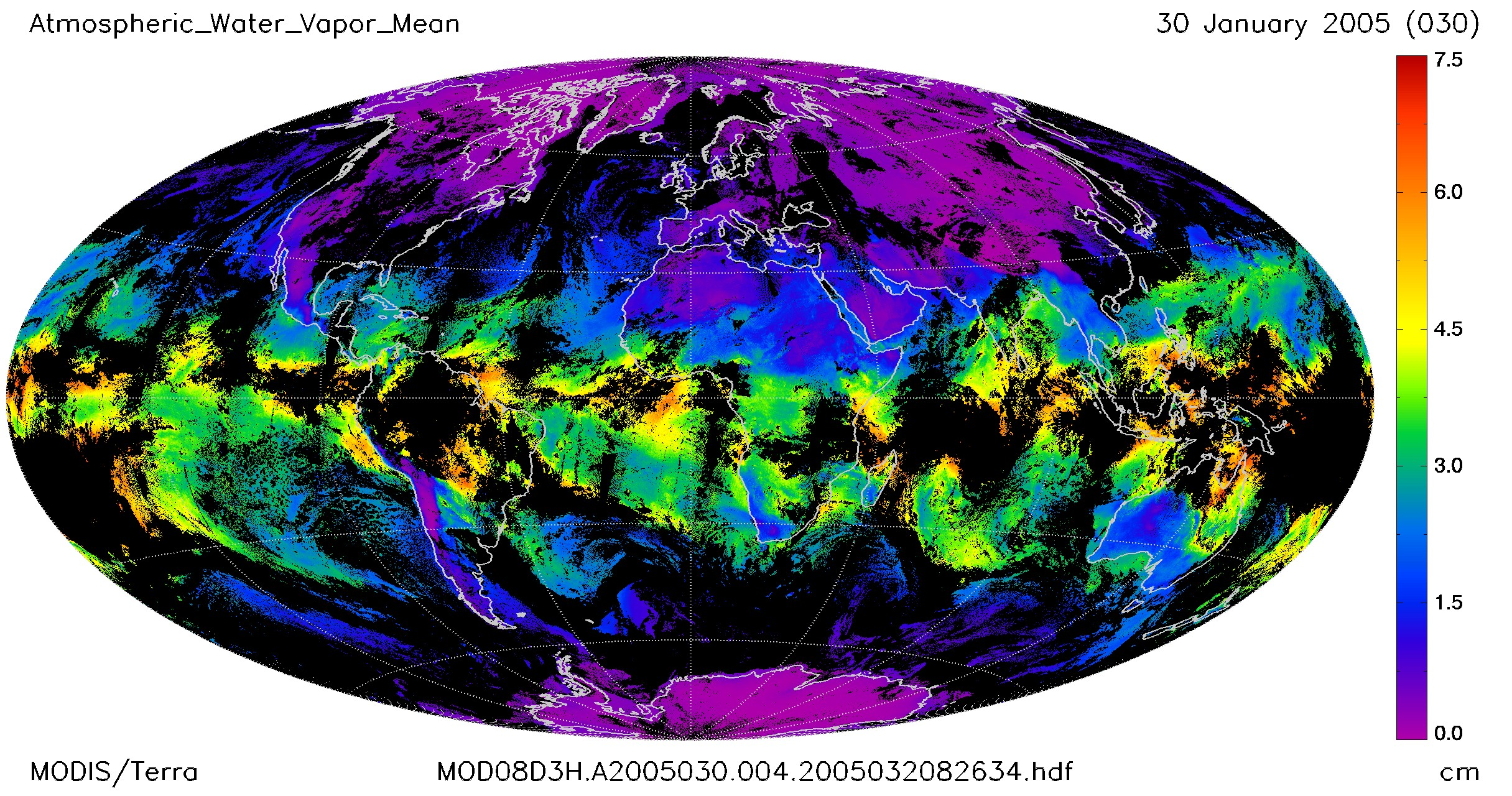
Vaporii de apă atmosferici la nivel global la 30 ianuarie 2005. Iarna în emisfera nordică și vara în emisfera sudică.

Toate modelele de puțuri de aer încorporează un substrat cu o temperatură suficient de scăzută pentru a forma rouă. Roua este o formă de precipitare care apare în mod natural atunci când vaporii de apă atmosferici se condensează pe un substrat. Se deosebește de ceață prin faptul că ceața este formată din picături de apă care se condensează în jurul particulelor din aer. Condensul eliberează căldură latentă care trebuie disipată pentru ca acumularea apei să continue.
Un puț de aer necesită umiditate din aer. Peste tot pe Pământ, chiar și în deșerturi, atmosfera înconjurătoare conține apă. Conform lui Beysens și Milimouk: „Atmosfera conține 12,900 kilometri cubi de apă dulce, compusă din 98% vapori de apă și 2% apă condensată (nori): o cifră comparabilă cu resursele regenerabile de apă lichidă din zonele locuite (12,500kilometri cubi).” Cantitatea de vapori de apă conținută în aer este de obicei raportată ca umiditate relativă, aceasta depinde de temperatură, aerul mai cald conține mai mulți vapori de apă decât aerul mai rece. Când aerul este răcit până la punctul de rouă, acesta devine saturat, iar umiditatea se va condensa pe o suprafață adecvată. De exemplu, temperatura punctului de rouă al aerului la 20 °C (68 °F) și o umiditate relativă de 80% este 16 °C (61 °F) . Temperatura punctului de rouă scade la 9 °C (48 °F) dacă umiditatea relativă este de 50%.
O tehnică înrudită, dar destul de distinctă, de obținere a umidității atmosferice este gardul de ceață.
Un puț de aer nu trebuie confundat cu un iaz de rouă. Un iaz de rouă este un iaz artificial destinat adăpării animalelor. Numele de iaz de rouă (uneori iaz de nori sau iaz de ceață) provine din credința larg răspândită că iazul era umplut de umezeala din aer. De fapt, iazurile de rouă sunt umplute în principal de apa de ploaie.
Un mulci de piatră poate crește semnificativ randamentul culturilor în zonele aride. Acest lucru este valabil mai ales în Insulele Canare: pe insula Lanzarote există aproximativ 140 millimetrui (5,5 in) de ploaie în fiecare an și fără râuri permanente. În ciuda acestui fapt, se pot cultiva culturi substanțiale folosind un mulci de pietre vulcanice, fapt descoperit după erupțiile vulcanice din 1730.

## Istoric
Începând cu începutul secolului al XX-lea, o serie de inventatori au experimentat cu colectoare de masă mare. Cercetători notabili au fost inginerul rus Friedrich Zibold (uneori cunoscut sub numele de Friedrich Siebold), bioclimatologul francez Leon Chaptal, cercetătorul germano-australian Wolf Klaphake și inventatorul belgian Achille Knapen.

### Condensatorul lui Zibold

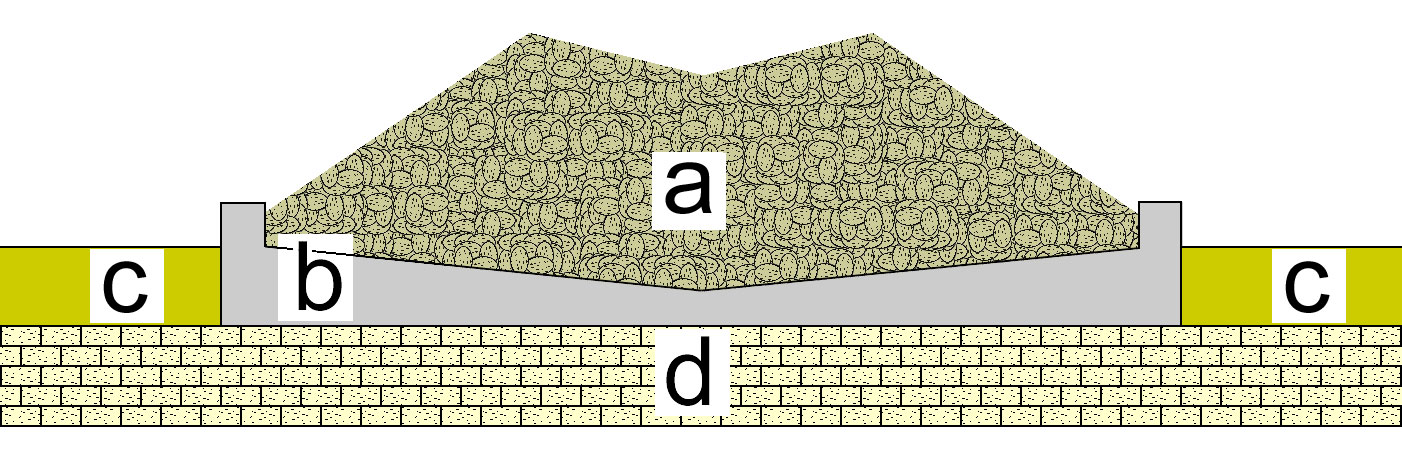
O secțiune prin condensatorul de rouă al lui Zibold. (a) este un con trunchiat de pietricele de plajă în diametru la bază și în diametru în partea de sus. (b) este un vas de beton; o țeavă (neprezentată) pornește de la baza vasului către un punct de colectare. (c) este nivelul solului și (d) este baza naturală de calcar.

În 1900, în apropierea sitului anticului oraș bizantin Theodosia, treisprezece grămezi mari de pietre au fost descoperite de Zibold. Fiecare grămadă de pietre acoperea puțin peste 900 metri pătrați (9.700 sq ft) și avea aproximativ 10 metri (33 ft) înălțime. Descoperirile au fost asociate cu rămășițele a 75 millimetrui (3,0 in) țevi de teracotă care duceau, se pare, la fântâni și la fântânile arteziene din oraș. Zibold a concluzionat că stivele de piatră erau condensatoare care alimentau Theodosia cu apă și a calculat că fiecare puț de aer producea peste 55.400 litri (12.200 imp gal; 14.600 US gal) în fiecare zi.
Pentru a-și verifica ipoteza, Zibold a construit un condensator din grămezi de piatră la o altitudine de 288 metri (945 ft) pe muntele Tepe-Oba, lângă situl antic Theodosia. Condensatorul lui Zibold era înconjurat de un zid 1 metru (3 ft 3 in), 20 metri (66 ft) lățime, în jurul unei zone de colectare în formă de bol, cu drenaj. El a folosit pietre de mare de 10–40 centimetre (3,9–15,7 in) diametru, adunate într-un con înalt de 6 metri (20 ft), cu un trunchi de 8 metri (26 ft) în diametru pe partea superioară. Forma grămezi de pietre a permis o bună circulație a aerului, cu un contact termic minim între pietre.
Condensatorul lui Zibold a început să funcționeze în 1912, cu o producție maximă zilnică estimată ulterior la 360 litri (79 imp gal; 95 US gal) – Zibold nu a făcut publice rezultatele sale la momentul respectiv. Baza a dezvoltat scurgeri care au forțat încheierea experimentului în 1915, iar situl a fost parțial demontat înainte de a fi abandonat. (Situl a fost redescoperit în 1993 și curățat.) Condensatorul lui Zibold avea aproximativ aceeași dimensiune ca grămezile antice de piatră care fuseseră găsite și, deși randamentul a fost mult mai mic decât randamentul calculat de Zibold pentru structurile originale, experimentul i-a inspirat pr viitorii dezvoltatorii.

### Condensatorul lui Chaptal
Inspirat de opera lui Zibold, Chaptal a construit un mic puț de aer lângă Montpellier în 1929. Condensatorul lui Chaptal era o structură piramidală din beton 3 metri (9,8 ft) baza și 2,5 metri (8 ft 2 in) înălțimea, era umplut cu 8 metru cubi (280 cu ft) de bucăți de calcar de aproximativ 7,5 centimetre (3,0 in) diametru. Mici găuri de ventilație înconjurau vârful și baza piramidei. Aceste găuri puteau fi închise sau deschise după cum era cazul pentru a controla fluxul de aer. Structura se răcea în timpul nopții, apoi în timpul zilei intra aerul cald și umed. Roua se forma pe bucățile de calcar și era colectată într-un rezervor sub nivelul solului. Cantitatea de apă obținută a variat de la 1 litru (0,22 imp gal; 0,26 US gal) până la 2,5 litri (0,55 imp gal; 0,66 US gal) pe zi, în funcție de condițiile atmosferice.
Chaptal nu a considerat experimentul său un succes. Când s-a pensionat în 1946, a scos din funcțiune condensatorul, probabil pentru că nu dorea ca o instalație necorespunzătoare să-i inducă în eroare pe cei care ar fi putut continua ulterior studiile asupra puțurilor de aer.

### Condensatorul lui Klaphake
Wolf Klaphake a fost un chimist de succes care a lucrat la Berlin în anii 1920 și 1930. În acea perioadă, el a testat mai multe tipuri de puțuri de aer în Iugoslavia și pe insula Vis din Marea Adriatică. Opera lui Klaphake a fost inspirată de Zibold și de lucrările lui Maimonide, un cunoscut savant evreu care a scris în arabă acum aproximativ 1.000 de ani și care a menționat utilizarea condensatoarelor de apă în Palestina.
Klaphake a experimentat un proiect foarte simplu: o zonă din panta muntelui a fost curățată și netezită cu o suprafață impermeabilă. Aceasta a fost umbrită de o copertină simplă susținută de stâlpi sau de creste. Părțile laterale ale structurii erau închise, dar marginile de sus și de jos erau lăsate deschise. În timpul nopții, panta muntelui se răcea, iar în timpul zilei, umezeala se aduna și se scurgea pe suprafața netedă. Deși sistemul părea să funcționeze, era costisitor, iar Klaphake a adoptat în cele din urmă un design mai compact bazat pe o structură de zidărie. Acest design era o clădire în formă de con rotunjit, de aproximativ 15 metri (49 ft) înălțime, cu pereți de cel puțin 2 metri (6 ft 7 in) grosime, cu găuri în partea de sus și în partea de jos. Peretele exterior a fost realizat din beton pentru a oferi o capacitate termică ridicată, iar suprafața interioară a fost realizată dintr-un material poros, cum ar fi gresia.
Urmele condensatoarelor lui Klaphake au fost identificate.
În 1935, Wolf Klaphake și soția sa, Maria, au emigrat în Australia. Decizia familiei Klaphake de a emigra a fost probabil în primul rând rezultatul interacțiunilor Mariei cu autoritățile naziste. Decizia lor de a se stabili în Australia (mai degrabă decât, să zicem, în Marea Britanie) a fost influențată de dorința lui Wolf de a dezvolta un condensator de rouă. Fiind un continent uscat, Australia era probabil să aibă nevoie de surse alternative de apă dulce, iar premierul Australiei de Sud, pe care îl întâlnise la Londra, își exprimase interesul în planurile lui. Klaphake a făcut o propunere pentru un condensator în orășelul Cook, unde nu exista alimentare cu apă potabilă. La Cook, compania feroviară instalase anterior un condensator activ mare, alimentat cu cărbune  dar funcționarea sa era prohibitiv de scumpă și era mai ieftin să transporte pur și simplu apa. Guvernul australian a respins însă propunerea lui Klaphake, iar acesta și-a pierdut interesul față de proiect.

### Puțul aerian a lui Knapen
Knapen, care lucrase anterior la sisteme de eliminare a umezelii din clădiri,  a fost la rândul său inspirat de munca lui Chaptal și a început să construiască un puits aerien (puț de aer) ambițios de mare pe o suprafață 180 metri (590 ft) pe un deal înalt din Trans-en-Provence, Franța. Început în 1930, turnul de rouă al lui Knapen a durat 18 luni pentru a fi construit; acesta există și astăzi, deși într-o stare dărăpănată. La momentul construcției sale, condensatorul a stârnit un anumit interes public.
Turnul are 14 metri (46 ft) înălțime și are ziduri masive de zidărie de aproximativ 3 metri (9,8 ft) grosime, cu o serie de deschideri pentru a permite pătrunderea aerului. În interior se află o coloană masivă din beton. Noaptea, întreaga structură este lăsată să se răcească, iar în timpul zilei aerul cald și umed intră în structură prin deschiderile înalte, se răcește, coboară și părăsește clădirea prin deschiderile inferioare. Intenția lui Knapen era ca apa să se condenseze pe coloana interioară rece. În conformitate cu constatarea lui Chaptal conform căreia suprafața de condensare trebuie să fie aspră, iar tensiunea superficială trebuie să fie suficient de scăzută pentru ca apa condensată să poată picura, suprafața exterioară a coloanei centrale a fost împânzită cu plăci proeminente de ardezie. Plăcile au fost așezate aproape vertical pentru a încuraja picurarea într-un bazin colector de la baza structurii. Din păcate, puțul aerian nu a atins niciodată performanța dorită și nu a produs mai mult de câțiva litri de apă pe zi.

### Organizația Internațională pentru Utilizarea de rouă

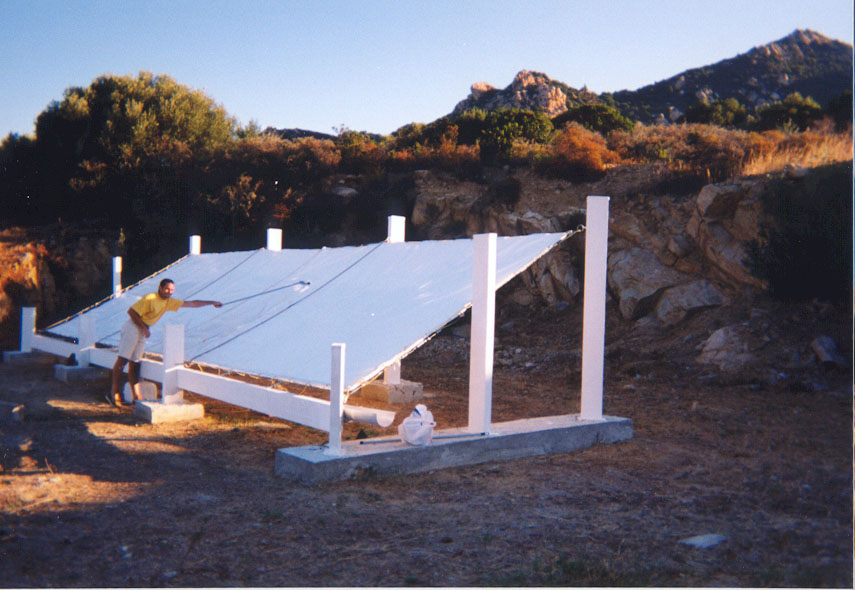
Marele condensator de rouă OPUR din Corsica

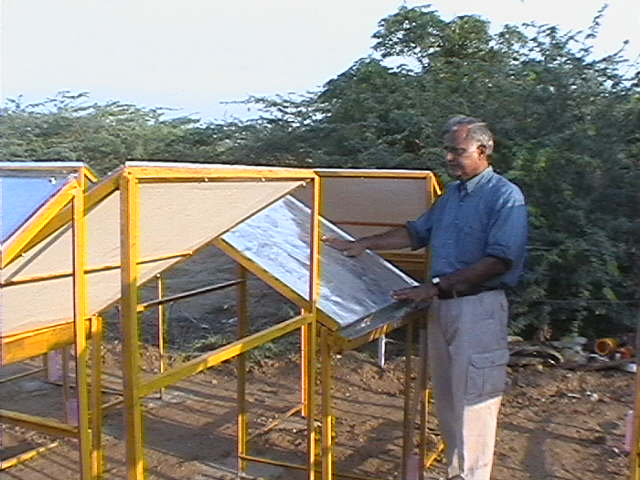
Un sit de testare a condensatorului de rouă radiativ în satul Kothar din nord-vestul Indiei, lângă coasta Mării Arabiei.

Până la sfârșitul secolului al XX-lea, mecanismele condensării de rouă au fost mult mai bine înțelese. Ideea cheie a fost că colectoarele cu masă mică, care pierd rapid căldură prin radiație, au cele mai bune performanțe. Mai mulți cercetători au lucrat la această metodă. De la începutul anilor 1960, în Israel, pentru irigarea plantelor, se foloseau condensatoare de rouă fabricate din foi de polietilenă susținute pe un cadru simplu, asemănător unui cort de creastă. Puieții alimentați cu rouă și precipitații foarte mici de la aceste colectoare au supraviețuit mult mai bine decât grupul de control plantat fără astfel de ajutoare. În 1986, în New Mexico, condensatoarele fabricate dintr-o folie specială au produs suficientă apă pentru a alimenta puieții tineri.
În 1992, un grup de academicieni francezi a participat la o conferință despre materie condensată în Ucraina, unde fizicianul Daniel Beysens le-a prezentat povestea modului în care antica Theodosia era alimentată cu apă din condensatoare de rouă. Au fost suficient de intrigați încât, în 1993, s-au dus să vadă cu ochii lor. Ei au concluzionat că movilele pe care Zibold le-a identificat drept condensatoare de rouă erau de fapt movile funerare antice (o parte a necropolei din antica Theodosia) și că țevile erau de origine medievală și nu erau asociate cu construcția movilelor. Ei au găsit rămășițele condensatorului lui Zibold, pe care le-au aranjat și le-au examinat cu atenție. Condensatorul lui Zibold se comportase aparent destul de bine, dar, de fapt, rezultatele sale exacte nu sunt deloc clare și este posibil ca colectorul să fi interceptat ceață, care a adăugat semnificativ la randament. Dacă condensatorul lui Zibold a funcționat, probabil că acest lucru se datora faptului că câteva pietre de lângă suprafața movilei puteau pierde căldură noaptea, fiind izolate termic de pământ; cu toate acestea, nu ar fi putut niciodată produce randamentul prevăzut de Zibold.
Înflăcărați de entuziasm, academicienii francezi au înființat Organizația Internațională de Utilizare de Rouă (OPUR), cu obiectivul specific de a face roua disponibilă ca sursă alternativă de apă.
OPUR a început un studiu al condensului de rouă în condiții de laborator; au dezvoltat o peliculă hidrofobă specială și au experimentat cu instalații de probă, inclusiv un colector de 30 metri pătrați (320 sq ft) construit în Corsica. Printre perspectivele vitale s-au numărat ideea că masa suprafeței de condensare ar trebui să fie cât mai mică posibil, astfel încât să nu poată reține cu ușurință căldura, că ar trebui protejată de radiațiile termice nedorite printr-un strat de izolație și că ar trebui să fie hidrofobă, pentru a elimina ușor umezeala condensată.
Până când au fost gata pentru prima lor instalare practică, au aflat că unul dintre membrii lor, Girja Sharan, obținuse o subvenție pentru a construi un condensator de rouă în Kothara, India. În aprilie 2001, Sharan observase întâmplător un condens substanțial pe acoperișul unei cabane de la Toran Beach Resort, în regiunea aridă de coastă Kutch, unde se afla pentru scurt timp. În anul următor, a investigat fenomenul mai îndeaproape și a intervievat localnici. Finanțați de Agenția pentru Dezvoltare Energetică din Gujarat și de Banca Mondială, Sharan și echipa sa au dezvoltat condensatoare radiative pasive pentru utilizare în regiunea aridă de coastă Kutch. Comercializarea activă acestor puțuri a început în 2006.
Sharan a testat o gamă largă de materiale și a obținut rezultate bune cu foi de fontă galvanizată și aluminiu, dar a descoperit că foile din plasticul special dezvoltat de OPUR de doar 400 micrometre (0,016 in)grosimea foilor de funcționau, în general, chiar mai bine decât foile metalice și erau mai puțin costisitoare. Folia de plastic, cunoscută sub numele de folie OPUR, este hidrofilă și este fabricată din polietilenă amestecată cu dioxid de titan și sulfat de bariu.